# استوارت راسل
استوارت جی راسل (به انگلیسی: Stuart J. Russell) دانشمند علوم کامپیوتر زاده ۱۹۶۲ در پورتسموث انگلستان است که به خاطر تلاش‌هایش در زمینه هوش مصنوعی شناخته شده است.
کتاب رهیافتی نوین در هوش مصنوعی (به انگلیسی: Artificial Intelligence A Modern Approach) ISBN 0-13-604259-7 نوشته استوارت جی راسل و پیتر نورویگ، اکنون (سال ۲۰۱۴)، در بسیاری از دانشگاه‌های معتبر جهان تدریس می‌شود. او استاد علوم رایانه در دانشگاه کالیفرنیا، برکلی است و از سال ۲۰۰۸ تا ۲۰۱۱ استاد کمکی جراحی مغز و اعصاب در دانشگاه کالیفرنیا، سانفرانسیسکو بود. او دارای کرسی مهندسی اسمیت زاده در دانشگاه کالیفرنیا، برکلی است. او مرکز هوش مصنوعی سازگار با انسان (CHAI) را در دانشگاه کالیفرنیا برکلی تأسیس و مدیریت می‌کند. راسل با همکاری پیتر نورویگ نویسنده محبوب‌ترین کتاب درسی در زمینه هوش مصنوعی است: «هوش مصنوعی: رهیافتی نوین» که در بیش از ۱۵۰۰ دانشگاه در ۱۳۵ کشور استفاده شده است.

## تحصیلات و اوایل زندگی
راسل در پورتسموث انگلستان به دنیا آمد. او به مدرسه سنت پل ،لندن رفت و در آنجا اولین محقق بود. او در کالج وادهام، آکسفورد، در رشته فیزیک تحصیل کرد و در سال ۱۹۸۲ مدرک بی‌ای خود را با افتخارات درجه یک دریافت کرد. او به ایالات متحده نقل مکان کرد تا پی‌اچ‌دی خود را در رشته علوم رایانه در دانشگاه استنفورد در سال ۱۹۸۶ برای تحقیق در مورد استدلال استقرایی و استدلال قیاسی به سرپرستی مایکل جنسرت تکمیل کند. پی‌اچ‌دی او توسط یک دانشجوی ناتو از شورای تحقیقات علوم و مهندسی انگلستان حمایت شد.

## حرفه و تحقیقات
پس از دکترای سال ۱۹۸۶، او به عنوان استاد علوم رایانه به هیئت علمی دانشگاه کالیفرنیا، برکلی پیوست. از سال ۲۰۰۸ تا ۲۰۱۱ او همچنین به عنوان استاد کمکی جراحی مغز و اعصاب در دانشگاه کالیفرنیا، سانفرانسیسکو مشغول به کار شد و در آنجا تحقیقاتی را در زمینه فیزیولوژی محاسباتی و نظارت بر بخش مراقبت‌های ویژه دنبال کرد. او همچنین یک عضو افتخاری در کالج ودهام، آکسفورد است. تحقیقات او در زمینه هوش مصنوعی (AI) شامل کمک به یادگیری ماشینی، منطق احتمالی، نمایش دانش، برنامه‌ریزی، تصمیم‌گیری در زمان واقعی، ردیابی چند هدف، بینایی رایانه و یادگیری تقویتی معکوس است.